# اس‌اس هوپ
اس‌اس هوپ (به انگلیسی: SS Hope) یک کشتی است که طول آن ۵۲۰ فوت (۱۶۰ متر) می‌باشد.